# أولاد حمو بن عمرو (بني بوزكو الجبل)
أولاد حمو بن عمرو هو دُوَّار يقع بجماعة تنشرفي، إقليم تاوريرت، جهة الشرق في المملكة المغربية. ينتمي الدوّار لمشيخة بني بوزكو الجبل التي تضم 22 دوار. يقدر عدد سكانه بـ 62 نسمة حسب الإحصاء الرسمي للسكان والسكنى لسنة 2004.

## روابط خارجية
- البوابة الوطنية للجماعات الترابية
- المندوبية السامية للتخطيط